# مارتن ريتشاردز (عالم حاسوب)
مارتن ريتشاردز (بالإنجليزية: Martin Richards)‏ هو عالم حاسوب بريطاني، ولد في 21 يوليو 1940.